# أيلنط أمرد الأزهار
أيلنط أمرد الأزهار (الاسم العلمي: Ailanthus imberbiflora) هو نوع نباتي يتبع جنس الأيلنط من فصيلة السيماروبية.